# Guy Hance
Guy Hance (Lessenbos, 30 september 1933 - Middelkerke, 8 januari 2008) was een Belgisch lid van het Brussels Hoofdstedelijk Parlement.

## Levensloop
Hance werd beroepshalve boekhouder.
Hij werd politiek actief voor het Belgische Front National, de partij waar zijn levensgezellin Christiane Van Nieuwenhoven ook lid van was. Hij was ondervoorzitter en van 2005 tot 2007 penningmeester van zijn partij. Toen er in 2007 binnen het FN een machtsstrijd uitbrak tussen het kamp rond oprichter Daniel Féret en de groep rond partijvoorzitter Michel Delacroix, behoorde Hance tot de strekking die Féret steunde.
Tevens zetelde hij van juni 1999 tot juni 2004 en opnieuw van oktober 2006 tot aan zijn overlijden in januari 2008 in het Brussels Hoofdstedelijk Parlement. Op lokaal politiek niveau was Hance van 1995 tot 2006 gemeenteraadslid van Sint-Jans-Molenbeek.